# Goodenoughdwerghoningeter
De goodenoughdwerghoningeter (Myzomela longirostris) is een zangvogel uit de familie Meliphagidae (honingeters).

## Verspreiding en leefgebied
Deze soort is endemisch in de bergen van het eiland Goudenough in het zuidoosten van Papoea-Nieuw-Guinea.

## Status
Deze vogel is algemeen op Goodenough en de grootte van de populatie is in 2020 geschat op 10.000-20.000 volwassen vogels. Op de Rode lijst van de IUCN heeft deze soort de status niet bedreigd.